# Сотирис, Арнис
Арнис Сотирис (греч. Αρνής Σωτήρης, 23 июля 1939 года, Афины, Греция — 31 июля 2015 года) — греческий музыкант, композитор, художник-иллюстратор, карикатурист, архитектор, известный в первую очередь как один из первых греческих рок-музыкантов.

## Общие сведения
Родился 23 июля 1939 года в Афинах, Греция. С сентября 1956 года по июнь 1961 года обучался архитектуре в Афинском Национальном Техническом Университете «ΕΘΝΙΚΟ ΜΕΤΣΟΒΙΟ ΠΟΛΥΤΕΧΝΕΙΟ» по специальности «Архитектор-инженер». С сентября 1957 по июнь 1962 года параллельно учился в «Экспериментальной школе ΠΣΠΑ — Πειραματικό Σχολείο Πανεπιστημίου Αθηνών» при Афинском университете.
С июня 1965 года начал работать в компании «ΓΕΑ/ΥΠΕΠΑ», в качестве инженера-архитектора, занимаясь исследованием и проектированием офисных зданий, где проработал до октября 1997 года.
С 1959 года активно занимался музыкой. Наиболее значительных успехов достиг с группой «The Forminx» (1962—1966), где играл на бас-гитаре и ксилофоне.
Со второй половины 1980-х много рисовал и участвовал в различных конкурсах и фестивалях в качестве художника. В основном это были рисунки для газет и журналов, но иногда Арнис занимался иллюстрированием книг. Наиболее известна в этом отношении серия книг «Mazoo in Zoo» (детские книги о животных из зоопарка).

## Музыкальная карьера
В 1959 году вместе с группой единомышленников Арнис собирает джазовый оркестр, с которым играет на местных танцплощадках. Состав коллектива был нестабилен, достигая порой 8 человек. В 1962 году к ним присоединяется Вангелис Папатанисиу, который искал группу, с которой он мог бы играть набирающий популярность рок и бит, а ещё немного позже эстрадный певец Тасос Папастаматис. Группа приобретает постоянный состав и название «The Forminx» в честь древнегреческого струнного инструмента, став по сути пионером греческой рок-музыки и одной из самых успешных рок-групп Греции первой половины 1960-х годов. Основным композитором коллектива стал Вангелис, а основным автором текстов Никос Масторакис,, тем не менее среди авторов некоторых композиций числится и Арнис Сотирис.
После распада «The Forminx» Арнис, в отличие от Вангелиса, не стал собирать свои группы и, в отличие от Тасоса Папастаматиса, не покинул Родину ради «лёгких денег», а остался в Греции активно участвуя как сессионный музыкант с разными группами и исполнителями либо в качестве гитариста, либо в качестве вокалиста, либо в качестве композитора.
Наиболее успешной стала запись с Zoe (Zoitsa) Kouroukli в которой принимал участие не только Арнис, но и Вангелис.
Как композитор наиболее удачной считается работа для современного греческого театра под названием «Hepta Epi Thebas», которая была даже переведена на английский как «Семеро против Фив» по мотивам творчества древнегреческого поэта Эсхила.
Кроме совместных проектов на персональной странице Арниса выложены три разножанровых сольных альбома, дизайн и обложки к которым разработал и нарисовал сам автор
Альбомы «Nights» (хиты «Nights» и «Complain») и «Moments to Remember» (хиты «Aria», «Meditation» и «Rigattoni») представляют из себя электронные инструментальные композиции с элементами фолк-музыки народов Средиземноморья (в основном Италии и Греции) живые инструменты в записи не использовались.
Альбом «30 Years After» состоит из инструментальных мелодий «Just the way you are» — 5,20; «As time goes by» — 4,36; «Lullaby in birdland» — 4,30; «What a wonderfull world» — 4,48; «Que reste t’il de nos amours» — 4,44; «Samba de uma nota» — 3,02; «Misty» — 3,03; «Fever» — 4,52; «Moonlight in vermond» — 3,36; «Song of the dog» — 4,48; «Old devil moon» — 5,03; «The look of love; — 4,01 С точки жанра и стиля этот запись представляет из себя смесь хард-рока с джазом и фьюжном с упором на электрогитару.

## Искусство и общественная деятельность
Со второй половины 1980-х годов Арнис начинает активность как художник. При этом пробует себя в самых разных жанрах, от пригласительных открыток и постеров до комиксов и анимации. Успех Арниса как художника был таким значительным, что в одном только Буэнос-Айресе в 2015 было организовано две его персональных выставки прошедших в MUSEUM DIOGENES TABORDA 19-28 февраля в рамках „1st COLLECTIVE EXHIBITION 2015“ и 8-21 марта в рамках «2nd COLLECTIVE EXHIBITION 2015».
В 1987 году Арнис сотрудничает с журналом TV3 для которого предоставляет рисунки на социальные темы. В 1981 и в 1999 году в Афинах происходят землетрясение, которые находят отклик серии рисунков о последствиях.
В период 1995—1998 годы Арнис сотрудничает с журналом ΘΗΤΕΙΑ, для которого он создаёт рисунки на антивоенные темы, в том числе и антифашистские. (На одном из рисунков присутствует офицер, похожий на Гитлера, которого приветствует зигующий солдат, одетый в военную форму нацистской Германии).
В 2002—2003 он сотрудничает с ΟΔΟΔΕΙΚΤΗΣ, для которого создаёт рисунки в жанре политической сатиры, в том числе высмеивая отношения Греции с НАТО, а также переговоры между Россией и США.
В 2003 появляется ряд пацифистских рисунков против войны Ираке. Дольше других (1994—2010) Арнис сотрудничает с газетой ΗΧΩ ΓΑΛΑΤΣΙΟΥ. Для газеты ΧΑΡΟΥΜΕΝΑ ΓΗΡΑΤΕΙΑ (2009—2012) Арнис создаёт рисунки с религиозной тематикой с главным героем неким христианским священником.
С 2011 Арнис начинает осваивать анимацию. Например, принимает участие в 23-м конкурсе анимационных проектов „Olen 2011“ в Бельгии. В том же году принимает участие в 11 фестивале „Баракальдо — 2011“ в Испании высмеивая в своих рисунках зависимость современных пользователей от гаджетов и социальных сетей.
В 2012 в рамках фестиваля „Золотая Шляпа — 2012“ (Бельгия) предлагает рисунки, на которых отображает кризис евро и Евросоюза. В том же году Арнис принимает участие в «3rd Limes I.A. Berlin 2012», посвящённого проблемам питания, а также в рамках проекта «Смеющийся кот» (Азербайджан) показывает ряд работ под общим названием «Суд присяжных». Кроме того принимает участие в природоохранном мероприятии „Dubacartoon 2012“ (Испания) и, наконец, участвует в акции «Пресса без прессы», организованной газетой «Новые Известия» (Россия). В направлении анимации Арнис участвует в Первом анимационном конкурсе „Sinaloa — 2012“ (Мексика).
В 2013 Арнис в основном наращивает активность в тех конкурсах и фестивалях, где он уже принимал участие в 2011—2012 годах, например, „4th Limes I.A. 2013 Berlin“, „13th Barakaldo 2013“ (Испания), но появляются и новые проекты, из которых можно отметить „27th Biennial of Humour 2013 Tolentino“ (Италия), 10-летие музея графики Д. Таборда „10th Anniversary Museo Grafico D. Taborda“, „30th Salao de Humor 2013 Piaui“ (Бразилия), в рамках „Engelsismir 2013 Ismir“ (Турция) и „Illustramaxima 2013“ (Испания) поднимает тему инвалидов и людей с какими-либо ограничениями. Отдельно стоит отметить участие в конкурсе «Быстрее, выше, смешнее», который проводила газеты «Новые Известия» в рамках Олимпиады в Сочи, на котором Арнис занял второе место с работой «Синхронное подлёдное плавание». В направлении анимации 2013 год отмечен участием во Втором анимационном конкурсе „Sinaloa — 2013“ (Мексика) с работой, затрагивающей проблемы миграции.
Тему миграции Арнис продолжает развивать и в 2014 года, например, в рамках очередного фестиваля «Золотая шляпа — 2014» Knokke Heist (Бельгия). Кроме того, Арнис продолжает сотрудничество с «Новыми Известиями», для которых рисует несколько работ, посвящённых зимней олимпиаде в Сочи, продолжает сотрудничество с традиционными партнёрами и проектами, такими как „5th Limes I.A. 2014 Berlin“, седьмой «Смеющийся кот» (Азербайджан), седьмая «Золотая шляпа» — „7th Golden Hat 2015 Knokke Heist“ (Бельгия). Также можно отметить участие в проекте „Silk Road 2014 Beijing“ (Китай), „Humorest 2014 Kralove“ (Чехия), седьмая международная выставка в Лиме (Перу) „7th International Exhibition 2014 Lima“, восьмой конкурс графических карикатур „8th Grafikatur 2014 Loebben“ (Германия), сорок первая выставка „41th Exhibition 2014 Piracicabba“ (Бразилия), „12th Contest Karpic 2014 Niemodlin“ (Польша), „9th Golden Smile 2014 Belgrade“ (Сербия) с антиалкогольной тематикой. В направлении анимации 2014 отмечен участием в Пятом анимационном фестивале „5th Cartoon Contest 2014 Virton“ (Бельгия) с антивоенными работами и „7th Cartoon Contest 2014 Vianden“ (Люксембург) работами, объединёнными темой „Кресло“ в том же году Арнис принял участие в „8th Cartoon Contest 2014 Bucovina“ (Румыния), Седьмой конкурс анимации „7th Cartoon Competition 2014 Baja“ (Венгрия) и во втором конкурсе мультфильмов „2nd Cartoon Competition 2014 Tallinn“ (Эстония).
2015 год отмечен участием в „Pannonpower 2015“ (Венгрия), 2nd Cartoon Gathering 2015 Cairo (Египет), „20th Zagreb 2015 Zagreb“ (Хорватия), „Redwan Alferekh 2015 Alabasia“ (Ливан) и „7th Rath Memorial 2015 Bolangir“ (Индия).

## Дискография

### Как вокалист и бэк-вокалист
- Γιοβάννα (Giovanna) — Απόψε / Το Τραίνο (7», Single) — лейбл «Pan-Vox» номер в каталоге PAN 6156 год 1969
- Μάρω Δημητρίου (Maro Dimitriou) — Της Καρδιάς Μου Τ' Αγόρι / Κι Όμως Μπορώ  (7", Single) — лейбл «Pan-Vox» номер в каталоге PAN 6185 год 1969
- Zoitsa Kouroukli — Πάντα Στη Ζωή Μου / Η Τραμοντάνα (7", Single) — лейбл «Pan-Vox» номер в каталоге PAN 6106 год 1969
- Έμμυ (Emmy) — Νοσταλγία / Ένα Κορίτσι Κι Ένα Αγόρι (7", Single, Mono) — лейбл «Pan-Vox» номер в каталоге PAN 6204 год 1969

### Как соавтор музыки и/или аранжировщик
- The Forminx — Somebody Sent Me Love / Say You Love Me! — лейбл Decca, год 1965
- The Forminx — Hello, My Love Salonica / Mandjourana’s Shake (7", Single) — лейбл «Pan-Vox» номер в каталоге PAN 6053 год 1965
- The Forminx — The Forminx (LP) — лейбл «Pan-Vox», год 1976
- The Forminx — The Forminx  (10", Comp, Ltd) — лейбл Music-Box номер в каталоге 11073 год 2005
- The Forminx — Jenka Beat  (CD, Single) — лейбл Music-Box номер в каталоге Music-Box 0508 год 2007
- Сборник «Sixties Garage Bands (Τα Πρώτα Ελληνικά Συγκροτήματα)»  (2xCD, Comp) — лейбл Music-Box номера в каталоге MUSIC BOX 3301173115 и MUSIC BOX 3301173116 год 2008
- Сборник «Νοσταλγοί Του Rock’N’Roll / 1960—1970 — 1980  (3xCD, Comp, Promo)» — лейблы Lyra и Το Βήμα год 2009
- Сборник «The Charms (4) , The Idols (2) , The Forminx , We Five (2) , The Sounds (4) — Τα Ελληνικά Συγκροτήματα Των 60s (100 Μεγάλες Επιτυχίες Των 60s)  (5xCD, Comp, Mono + Box, Sli)» — лейбл Not On label номер в каталоге 9001055 год 2010
- Кроме того, Арнис принял участие в качестве ведущего на сборнике популярной фольклорной музыки
- Ελπίδα — Δεν Τον Είδα  (LP, Album) — лейбл CBS, номер в каталоге X 33 SGRC 55503 год 1972